# Светске игре слепих 2015.
Светске игре младих 2015. године у организацији Међународне спортске федерације слепих је мулти-спортски догађај за слепе особе. Игре су одржане у периоду од 8. до 18. јуна 2015. године у Сеулу, Јужна Кореја.

## Спортови
Укључивао је такмичења у десет спортова:
- атлетика, одржано на локацији Инчон Мунхак стадион
- шах, одржано на локацији Олимпијски Парктел хотел
- футсал B1, на локацији Сонгпа женски фудбалски терен
- футсал B2/B3, на локацији Спортски комплекс олимпијска рукометна дворана
- голбол, у Јанчунг арена за такмичење у мушкој конкуренцији, а у рукометном центру за жене
- џудо, у Џамсил спортска сала
- пауерлифтинг, у Воори финансијска уметничка сала
- шовдаун
- пливање, у Танчон базену
- тандемски бициклизам
- куглање на десет чуњева, у Танчон куглашком центру.

Места такмичења су била разбацана по граду, укључујући церемоније отварања и затварања у Џамсил арени. Око 1626 спортиста такмичило се из педесет седам земаља. Мото догађаја био је "Види са страшћу, трчи са надом". Маскоте су биле Дари, Хечи и Сури.